# Grotesque (romanzo)
Grotesque (グロテスク?, Gurotesuku) è un romanzo della scrittrice giapponese Natsuo Kirino. Pubblicato in Giappone nel 2003 e in Italia nel 2008 da Neri Pozza. La traduzione è stata curata da Gianluca Coci. La storia è ambientata nel mondo della prostituzione, e ruota attorno agli omicidi di due donne, due compagne di scuola: la bellissima Yuriko e l'invidiosa Kazue.
(Tommaso Pincio, Il Manifesto)

## Struttura del romanzo
Il romanzo è suddiviso in otto capitoli. I capitoli 1, 2, 4, 6 e 8 sono narrati in prima persona dalla sorella di Yuriko, della quale si conosce solo il cognome, Hirata; il capitolo 3 è il diario di Yuriko; nel capitolo 5 sono raccolte le memorie dell’immigrato clandestino cinese Zhang Zhezong, scritte per il processo in cui è accusato dei due omicidi; il capitolo 7 è il diario di Kazue Sato. Tutta la storia è raccontata in prima persona, ma a seconda dei capitoli, cambia il punto di vista.

## Trama
La voce narrante è una donna di Tōkyō di 38 anni, che rievoca il modo in cui sua sorella e una sua ex compagna del liceo sono state assassinate dallo stesso uomo, probabilmente in conseguenza della loro attività di prostitute. Figlia di madre giapponese e padre svizzero, sin da piccola ha iniziato a odiare la sorella minore Yuriko, dotata di una bellezza sovrannaturale al punto che i conoscenti stentavano a credere fosse figlia dei suoi genitori. Il clima familiare era tremendo, soprattutto a causa della severità del padre; la relazione tra le due sorelle si è interrotta quando ancora erano adolescenti.
Perduto il lavoro, il padre decide di portare la famiglia in Svizzera, ma la protagonista ottiene di rimanere a studiare a Tōkyō in considerazione del fatto che ha ottenuto ammissione a una prestigiosa e esclusiva scuola privata, il liceo Q. Tra le sue nuove compagne, oltre alla ricca Mitsuru, c’è la testarda Kazue. Tutte e tre fanno parte delle allieve “esterne” giunte tramite esame, discriminate dall’élite delle studentesse “interne” ammesse sino dalle elementari, provenienti da famiglie agiate. Kazue non si accontenta di questa situazione e cerca di primeggiare tramite l’impegno nello studio, ma non riesce a sfondare la barriera di indifferenza.
Emigrata la famiglia, la protagonista si trasferisce a casa del nonno, confinato agli arresti domiciliari a causa di una truffa perpetrata con il commercio di bonsai; dopo un anno circa riceve la notizia che la madre si è tolta la vita in Svizzera, e la sorella Yuriko vuole tornare a vivere in Giappone perché il padre ha una relazione con un’operaia turca. Ma le due non vivranno insieme perché non si vogliono bene, e Yuriko sarà accolta a casa dei Johnson, amici di famiglia; studierà e riuscirà a sua volta a entrare nel liceo Q. Questo successo non è dovuto alla sua bravura bensì alla straordinaria bellezza che ha fatto colpo sul professor Kijima. Invece di studiare, al liceo Yuriko verrà ammessa al club delle ragazze pon-pon e farà coppia con Kijima Takashi, il figlio del professore, in un vorticoso giro di prostituzione che le procurerà solide entrate economiche.
Oltre vent’anni dopo, la signora Minami Johnson consegna alla protagonista il diario che sua sorella tenne fino al giorno in cui fu assassinata, rimasto di proprietà del signor Johnson che è stato anche amante della ragazzina. Il diario racconta il periodo del liceo e come Yuriko si lasciò andare alla prostituzione a causa della propria ninfomania. Si interrompe alla vigilia dell’omicidio, prima del quale Yuriko riferisce di un incontro casuale con Sato Kazue, pure lei allieva del liceo Q e dirigente d’azienda dalla doppia vita, che a sua volta si prostituiva nottetempo.
Gli atti del processo mettono in evidenza che l’imputato Zhang Zhezong, cinese originario del Sichuan e immigrato clandestinamente in Giappone, ammette di aver strangolato Hirata Yuriko in un accesso d’ira, ma nega le responsabilità dell’omicidio di Sato Kazue, il cui corpo è stato rinvenuto in un appartamento di cui solo lui possedeva le chiavi. Durante il processo per l’omicidio, la sorella maggiore conosce per la prima volta Yurio, il figlio che Yuriko ha avuto dal signor Johnson; il ragazzo, che è cieco, possiede una bellezza sorprendente ereditata dalla madre. Finora il ragazzo ha vissuto con il padre, ma la donna decide di prenderlo con sé per dare un senso alla propria vita.
Kijima Takashi le consegna il diario che Sato Kazue ha tenuto fino a poco prima di venire assassinata, nel quale si parla anche di Zhang. Si domanda come sia possibile che una dirigente aziendale di alto livello si sia ridotta a prostituirsi di notte, ma questa fascinazione-repulsione la porterà a cercare sulla strada i mezzi economici per mantenere l’adolescente Yurio.

## Edizioni
- Natsuo Kirino, Grotesque, traduzione di Gianluca Coci, Bloom, Neri Pozza, 2008,  p. 928.
- Natsuo Kirino, Grotesque, traduzione di Gianluca Coci, BEAT, 2012,  p. 848, ISBN 978-88-6559-073-7.